# Cobly
Cobly  ist eine Stadt, eine Kommune sowie ein Arrondissement in Benin. Sie liegt im Département Atakora. Die Stadt Cobly hatte bei der Volkszählung im Mai 2013 eine Bevölkerung von 24.878 Einwohnern, davon waren 11.971 männlich und 12.907 weiblich. Die gleichnamige Kommune hatte zum selben Zeitpunkt 67.603 Einwohner, davon waren 32.784 männlich und 34.819 weiblich.
Die drei weiteren Arrondissements der Kommune Cobly sind Datori, Kountori und Tapoga.

## Wissenswertes
Die Fernstraße RN9 führt durch die Stadt Cobly und in westlicher Richtung über Datori zur Staatsgrenze nach Togo. In östlicher Richtung führt sie nach Tanguiéta im gleichnamigen Arrondissement, wo Anschluss an die Fernstraße RNIE3 besteht.